# Olympische Sommerspiele 1908/Tennis
| Olympische Sommerspiele 1908 (Medaillenspiegel Tennis) | Olympische Sommerspiele 1908 (Medaillenspiegel Tennis) | Olympische Sommerspiele 1908 (Medaillenspiegel Tennis) | Olympische Sommerspiele 1908 (Medaillenspiegel Tennis) | Olympische Sommerspiele 1908 (Medaillenspiegel Tennis) | Olympische Sommerspiele 1908 (Medaillenspiegel Tennis) |
| Platz                                                  | Mannschaft                                             | Goldmedaillen                                          | Silbermedaillen                                        | Bronzemedaillen                                        | Total                                                  |
| ------------------------------------------------------ | ------------------------------------------------------ | ------------------------------------------------------ | ------------------------------------------------------ | ------------------------------------------------------ | ------------------------------------------------------ |
| 01                                                     | Großbritannien                                         | 6                                                      | 5                                                      | 4                                                      | 15                                                     |
| 02                                                     | Deutsches Reich                                        | —                                                      | 1                                                      | —                                                      | 1                                                      |
| 03                                                     | Schweden                                               | —                                                      | —                                                      | 2                                                      | 2                                                      |

Bei den IV. Olympischen Spielen 1908 in London fanden sechs Tennis-Wettbewerbe statt, aufgeteilt in drei Wettbewerbe in der Halle und drei Wettbewerbe auf Rasen.
Die Hallenwettbewerbe wurden in der ersten Hälfte des Monats Mai im Queen’s Club ausgetragen. Die Veranstaltung schloss sich unmittelbar an die englischen Meisterschaften an, die in derselben Halle gespielt worden waren. Allerdings waren nur wenige Teilnehmer gemeldet.
Die Rasenwettbewerbe hätten ursprünglich im White City Stadium stattfinden sollen, doch der Rasen erwies sich als zu uneben, weshalb man nach Wimbledon auf das Gelände des All England Lawn Tennis and Croquet Club auswich. Die olympischen Rasentennis-Wettbewerbe fanden in der ersten Julihälfte statt, unmittelbar nach den Wimbledon Championships. Zahlreiche der weltbesten Spieler waren allerdings bereits abgereist, da ihnen das eigentliche Wimbledon-Turnier mehr zusagte als der olympische „Aufguss“.

## Herren

### Halle

#### Einzel
| Platz | Land                   | Spieler                   |
| ----- | ---------------------- | ------------------------- |
| 1     | Vereinigtes Königreich | Arthur Gore               |
| 2     | Vereinigtes Königreich | George Caridia            |
| 3     | Vereinigtes Königreich | Josiah Ritchie            |
| 4     | Vereinigtes Königreich | Wilberforce Vaughan Eaves |
| 5     | Schweden               | Wollmar Boström           |
| 5     | Schweden               | Gunnar Setterwall         |
| 7     | Vereinigtes Königreich | Lionel Hunter Escombe     |

Datum: 6. bis 14. Mai
Für das Turnier hatten sich zehn Spieler angemeldet, zur ersten Runde traten jedoch nur fünf britische und zwei schwedische Spieler an. Gespielt wurde jeweils über drei Gewinnsätze. Im Halbfinale standen sich nur noch vier Briten gegenüber. Es gab kein Spiel um Platz drei, da Wilberforce Eaves aufgrund eines Schwächeanfalls nach dem ersten Satz des Halbfinals aufgab.

#### Doppel
| Platz | Land                   | Spieler                                   |
| ----- | ---------------------- | ----------------------------------------- |
| 1     | Vereinigtes Königreich | Arthur Gore Herbert Roper Barrett         |
| 2     | Vereinigtes Königreich | George Caridia George Miéville Simond     |
| 3     | Schweden               | Wollmar Boström Gunnar Setterwall         |
| 4     | Vereinigtes Königreich | Josiah Ritchie Lionel Hunter Escombe      |
| 5     | Vereinigtes Königreich | Wilberforce Vaughan Eaves George Hillyard |

Datum: 6. bis 14. Mai
Nur gerade fünf Paare, vier britische und ein schwedisches, traten zu diesem Turnier an. Gespielt wurde jeweils auf drei Gewinnsätze.

### Rasen

#### Einzel
| Platz | Land                   | Spieler                   |
| ----- | ---------------------- | ------------------------- |
| 1     | Vereinigtes Königreich | Josiah Ritchie            |
| 2     | Deutsches Reich        | Otto Froitzheim           |
| 3     | Vereinigtes Königreich | Wilberforce Vaughan Eaves |
| 4     | Vereinigtes Königreich | John Richardson           |
| 5     | Kanada                 | Claude Russell-Brown      |
| 5     | Vereinigtes Königreich | George Caridia            |
| 5     | Vereinigtes Königreich | Charles Dixon             |
| 5     | Frankreich             | Maurice Germot            |

Datum: 6. bis 15. Juli
31 Spieler aus neun Ländern nahmen an diesem Turnier teil. Gespielt wurde jeweils auf drei Gewinnsätze. Zu den großen Abwesenden zählten unter anderem Arthur Gore, der aktuelle Wimbledon-Sieger und Olympiasieger in der Halle und dessen Doppelpartner Herbert Roper Barrett. Obwohl nicht einmal die Hälfte der 64 Startplätze besetzt waren, zogen die Organisatoren das Programm wie vorgesehen durch, so dass es vor den Achtelfinals zu zwei Vorrunden kam (obwohl nur eine notwendig gewesen wäre). Auf diese Weise konnten mehrere Spieler eine oder beide Vorrunden mit Freilosen überspringen.

#### Doppel
| Platz | Land                   | Spieler                             |
| ----- | ---------------------- | ----------------------------------- |
| 1     | Vereinigtes Königreich | George Hillyard Reginald Doherty    |
| 2     | Vereinigtes Königreich | Josiah Ritchie James Parke          |
| 3     | Vereinigtes Königreich | Clement Cazalet Charles Dixon       |
| 4     | Vereinigtes Königreich | Walter Cecil Crawley Kenneth Powell |
| 4     | Vereinigtes Königreich | Victor Gauntlett Harold Kitson      |
| 4     | Kaisertum Österreich   | Fritz Felix Pipes Arthur Zborzil    |

Datum: 6. bis 15. Juli
Zwölf Paare aus acht Ländern standen sich gegenüber. Gespielt wurde jeweils auf drei Gewinnsätze. Auch hier hatten die Organisatoren darauf verzichtet, trotz zahlreicher Absenzen ein 32er-Tableau aufzustellen. Dies führte zu einer im Prinzip völlig überflüssigen ersten Runde. Zahlreiche Paare stießen so mit Freilosen mehrere Runden weiter. Josiah Ritchie und James Parkes kamen sogar kampflos ins Finale, wo sie allerdings gegen George Hillyard und Reginald Doherty unterlagen. Letztere mussten im vierten Satz des Halbfinals sieben Matchbälle abwehren.

## Damen

### Halle

#### Einzel
| Platz | Land                   | Spieler                   |
| ----- | ---------------------- | ------------------------- |
| 1     | Vereinigtes Königreich | Gwendoline Eastlake-Smith |
| 2     | Vereinigtes Königreich | Alice Greene              |
| 3     | Schweden               | Märtha Adlerstråhle       |
| 4     | Schweden               | Elsa Wallenberg           |
| 5     | Vereinigtes Königreich | Dora Boothby              |
| 6     | Vereinigtes Königreich | Mildred Coles             |
| 6     | Vereinigtes Königreich | Violet Pinckney           |

Datum: 6. bis 14. Mai
An diesem Turnier nahmen lediglich fünf britische und zwei schwedische Spielerinnen teil. Gespielt wurde jeweils auf zwei Gewinnsätze.

### Rasen

#### Einzel
| Platz | Land                   | Spieler           |
| ----- | ---------------------- | ----------------- |
| 1     | Vereinigtes Königreich | Dorothea Douglass |
| 2     | Vereinigtes Königreich | Dora Boothby      |
| 3     | Vereinigtes Königreich | Ruth Winch        |
| 4     | Vereinigtes Königreich | Agnes Morton      |
| 5     | Vereinigtes Königreich | Alice Greene      |

Datum: 11. bis 15. Juli
Von den ursprünglich 13 gemeldeten Damen traten schließlich nur fünf an, alle aus Großbritannien. Da die Auslosung bereits nach Eingang der Anmeldungen erfolgt war, kam Dora Boothby kampflos ins Finale. Dort unterlag sie der damals weltbesten Spielerin, Dorothea Douglass.